# Metoda ztraceného vosku
Metoda ztraceného vosku (nebo ztracené formy) je metoda odlévání. Jmenuje se tak, protože se po odlití forma zničí. Opak je odlévání do pevné formy.

## Postup
- Z tvrdého vosku se vyrobí trojrozměrný pozitiv odlévaného předmětu.
- Pozitiv se pak nastříká tenkou cementační vrstvou a poté několikrát namáčí ve speciální keramice a nechá se zaschnout, dokud nevznikne masivní forma.
- Potom se nechá vosk roztát a vylije se z formy. Nevadí když něco zůstane uvnitř.
- Potom se forma pomalu nažhaví na tavnou teplotu. Někdy v téže peci jako tavenina. Zbytky vosku se jednoduše vypaří.
- Potom se do formy nalije tavenina.
- Tavenina (odlitek) se nechá ztuhnout.
- Když je odlitek ztuhlý, forma se rozbije a práce je hotová.

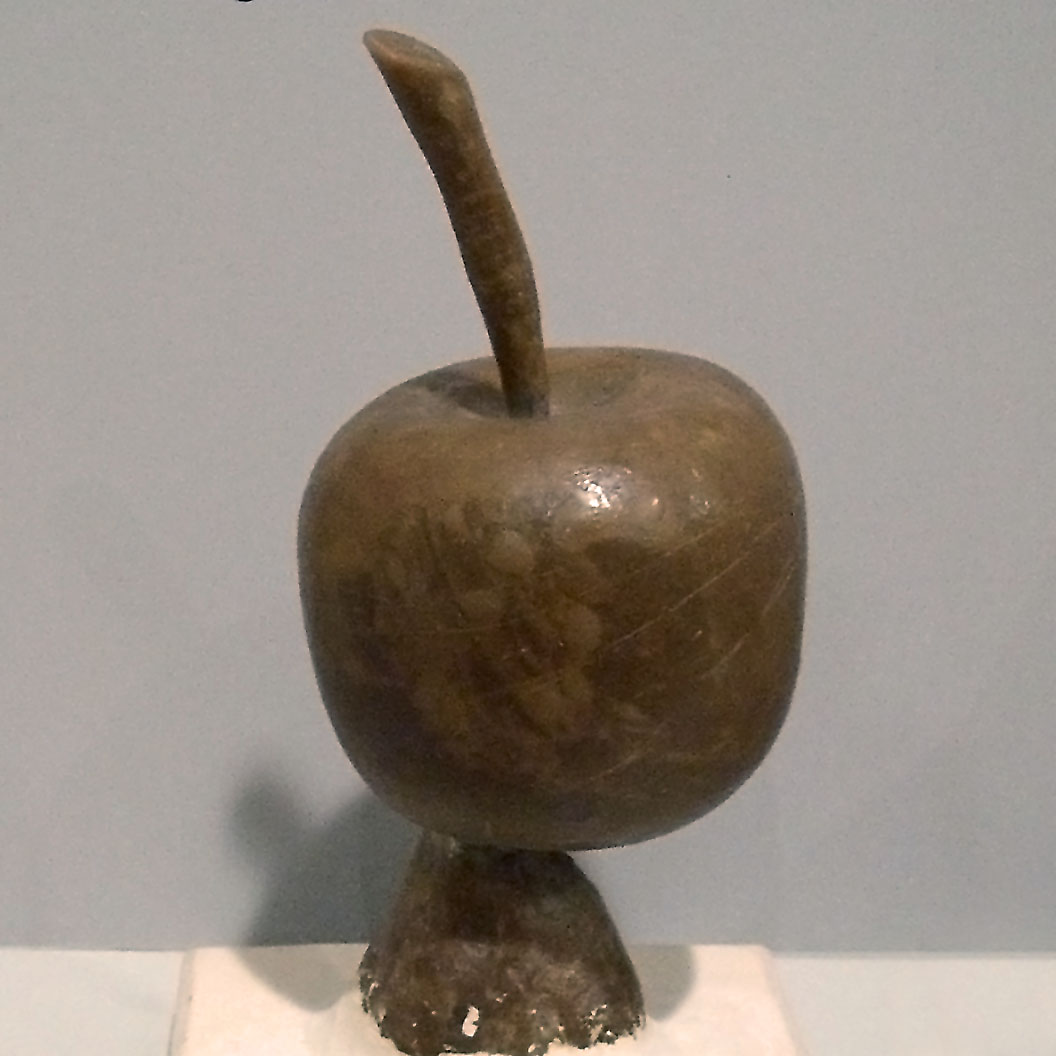
1.
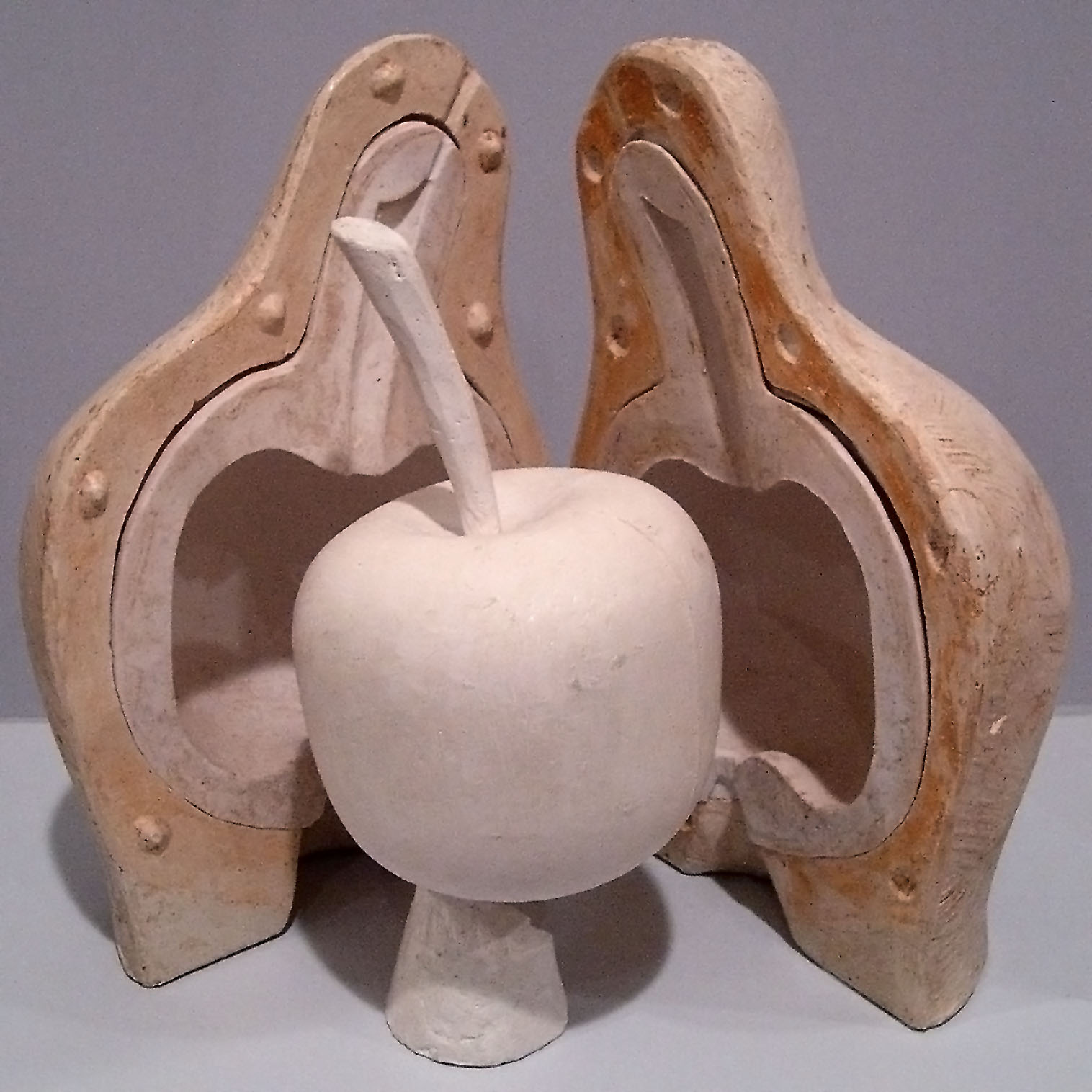
2.
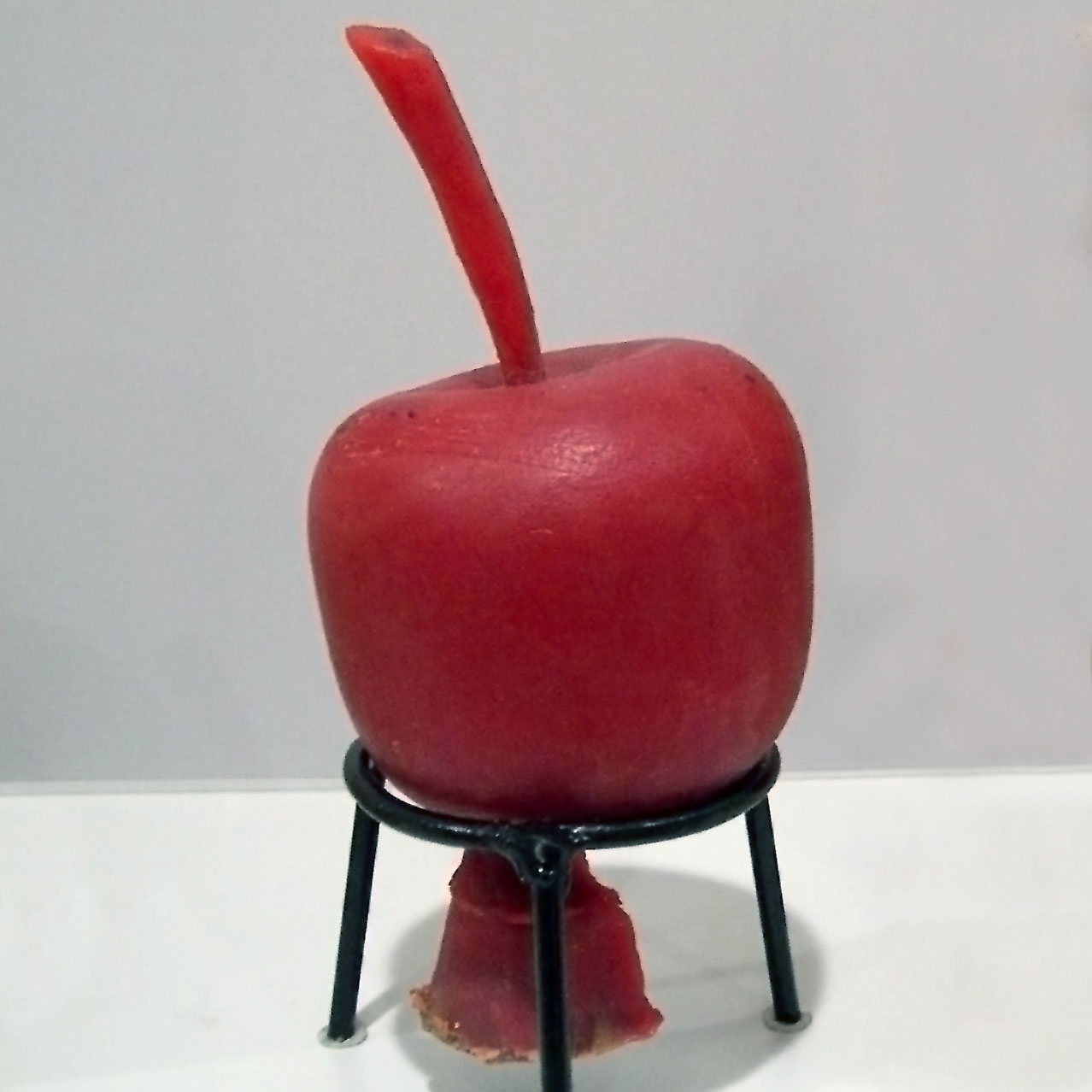
3.
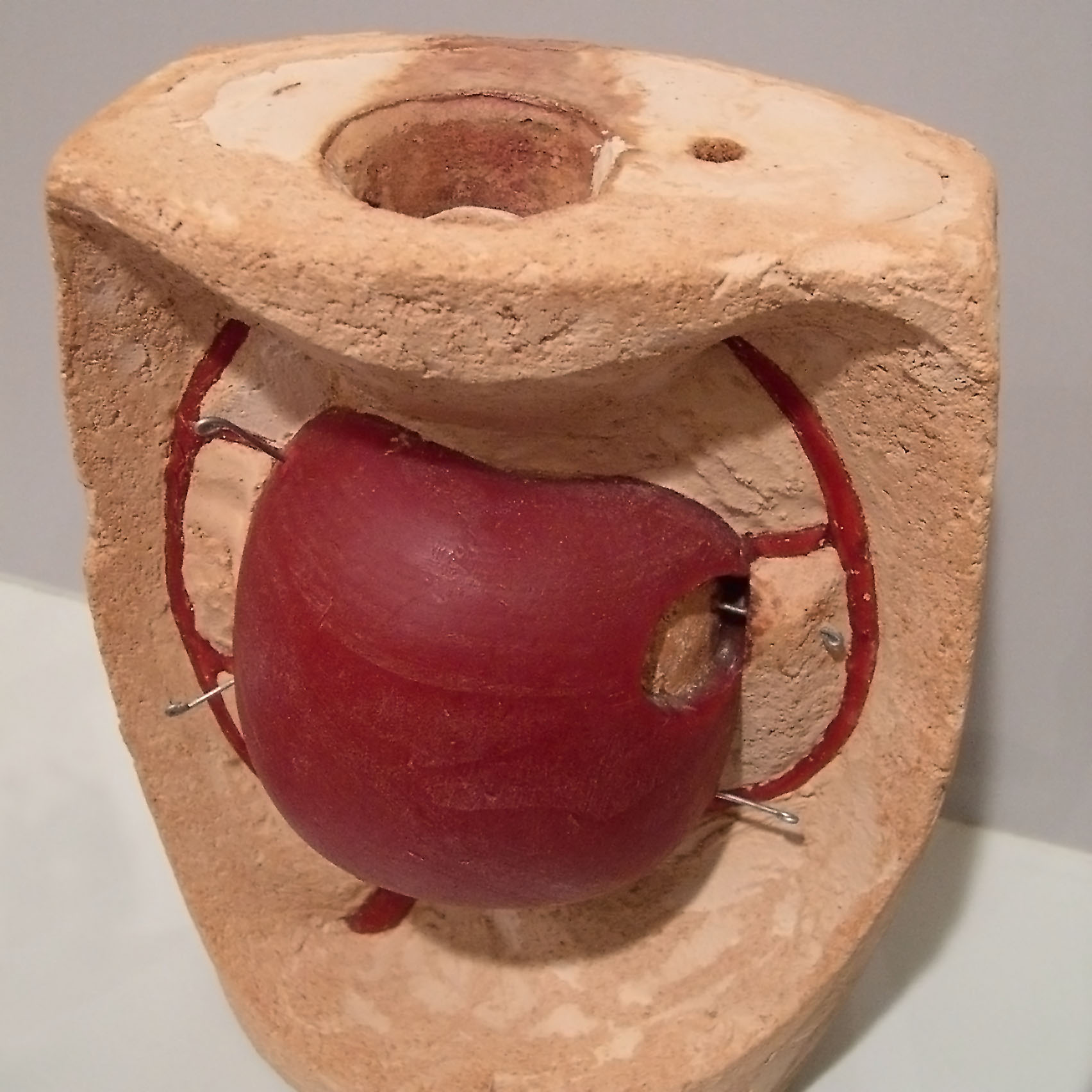
4.
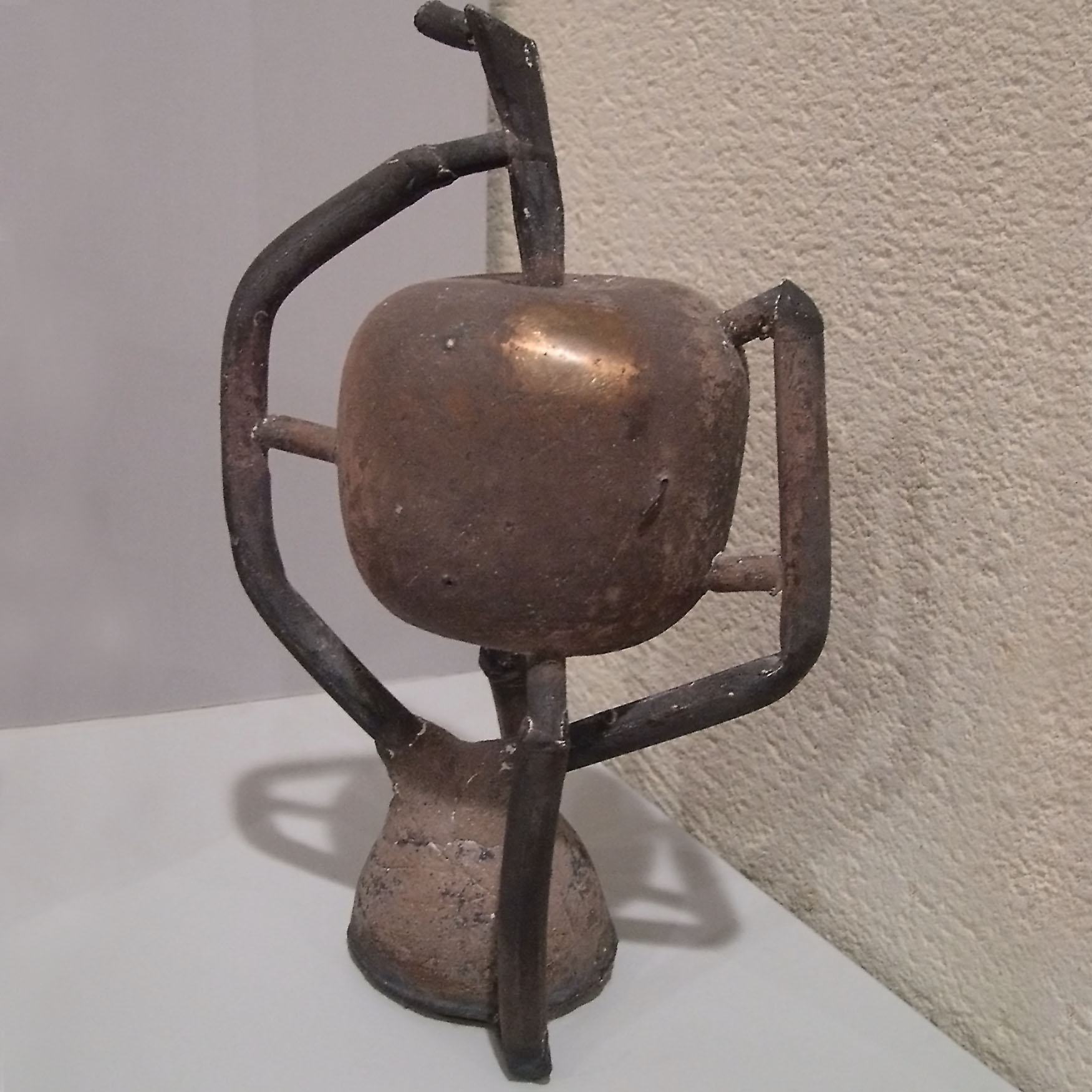
5.

## Použití
- Kde je třeba masovost a vysokou přesnost (až IT8) s minimálním nebo nulovým dopracováním.
  - Výroba ručních zbraní